# Méthylènedioxyphénéthylamine
Le 3,4-méthylènedioxyphénéthylamine (MDPEA), également connu sous le nom homopipéronylamine, est une phénéthylamine substituée formée par l'addition d'un groupe méthylènedioxy sur la phénéthylamine. Il ressemble à la MDA, mais sans le groupe méthyle en position alpha.
Selon Alexander Shulgin dans son livre PiHKAL, MDPEA semble être biologiquement inactif. Cela est probablement dû au premier passage hépatique et au métabolisme qui détruit la MDPEA par la monoamine oxydase (MAO). Toutefois, si MDPEA était pris à haute dose (par exemple, un ou deux grammes), ou en combinaison avec un inhibiteur de la monoamine oxydase (IMAO), il est probable qu'il deviendrait actif mais il aurait probablement une courte durée d'action.